# Vespa trizonata
Vespa trizonata är en getingart som beskrevs av Licht 1796. Vespa trizonata ingår i släktet bålgetingar, och familjen getingar. Inga underarter finns listade i Catalogue of Life.